# 梅卓燕
梅卓燕（1959年—），香港舞蹈家、編舞家，出生于中国广州，以「遊走於傳統與現代、東方與西方」的風格馳名國際，於多個國際藝術節表演獨舞創作。

## 生平
1981年加入香港舞蹈團，曾擔任舞劇《黃土地》、《胭脂扣》、《玉卿嫂》女主角。1985年於香港青年編舞大賽中獲中國舞組冠軍，獲獎學金到紐約學習現代舞。回港後開始投入創作。
1990年成為獨立舞蹈工作者，曾獲亞洲文化協會資助赴紐約學習，接觸即興及後現代舞蹈技巧，並獲邀參加美國舞蹈節國際編舞營。回港後為香港舞蹈團及城市當代舞蹈團編舞。近年梅氏以獨舞家身份應邀赴比利時、里斯本、倫敦、柏林、巴黎、紐約等城市藝術節表演獨舞創作。
1998年應邀參與翩娜·包殊伍珀塔爾舞蹈劇場廿五週年紀念節演出，翌年參與翩娜·包殊舞團的《春之祭》演出。曾多次獲香港舞蹈聯盟頒發「香港舞蹈年獎」，表揚她在海外作為香港文化大使的貢獻。2001年並獲慧妍雅集選為「傑出女士」。2005年獲《旭茉》雜誌選為2005十大成功女性。2007年獲香港特區政府頒授「行政長官社區服務獎狀」。2013年獲選為香港藝術發展局舞蹈範疇民選代表並出任舞蹈小組主席；2016年成功連任。曾多次為劉德華的演唱會擔任舞蹈編排。

## 評價
比利時《晚報》：「當你看見她（梅卓燕）以繞指柔般的身姿翩然劃過空間，你會感到她是優雅的化身。」

## 作品
- 《遊園驚夢》
- 《狂草》
- 《白描》
- 《水銀瀉》
- 《獨步》
- 《華麗與蒼涼》
- 《情男色女－達利vs加拉》
- 《流蓮歡》
- 《風．水》－《水》
- 《藍舞》
- 《再世。尋梅》
- 《日記VI．̇謝幕》
- 《紫釵緣》